# War of the Worlds – Extinction
War of the Worlds – Extinction ist ein US-amerikanischer Science-Fiction-Katastrophenfilm aus dem Jahr 2024 von Christopher Ray nach einem Drehbuch von Marc Gottlieb. Es handelt sich um eine Fortsetzung von War of the Worlds – Die Vernichtung aus dem Jahr 2021.

## Handlung
Die Erde ist für Menschen unbewohnbar geworden. Daher startet die Menschheit eine Invasion auf den Planeten Emios, um diesen zu kolonisieren. Dorthin siedelten allerdings schon vor Jahrzehnten Menschen hin. General Skuller ist daher entschlossen, seinen Planeten vor den Eindringlingen zu verteidigen und führt seine Truppen gegen die Kräfte der Erdlinge. Er verweigert den Befehl, die Erdlinge als Flüchtlinge zu begreifen, und will die irdischen Raumschiffe zerstören. Während der Gefechte kommt seine Tochter Clia ums Leben.
Nun sinnt Skuller nach Rache und schickt Alice Moffatt auf die Erde. Dort soll sie ein Objekt namens Terra Modus finden. Dadurch wäre man in der Lage, das komplette Leben auf der Erde auszulöschen. Währenddessen stellt Skuller eine Einsatztruppe zusammen. Diese soll mit einem Raumschiff durch das Wurmloch fliegen, das die beiden Planeten miteinander verbindet. Als sie die Erde erreichen, vernichten sie Nairobi, um ein Exempel zu statuieren. Nun schlagen die Verteidigungssysteme der Erde Alarm und General Andres Alfaro will einen Gegenschlag ausführen.
Auf der Suche nach dem Terra Modus sind außerdem Sybil Alfaro, Ex-Frau des Generals und die gemeinsame Tochter Jill Alfaro. Skullers Leute schaffen es, Sybil gefangen zu nehmen. Sie wollen sie verhören, um Geheimnisse zu erlangen. Jill will mit der Hilfe von ihrem Kollegen Scott Tipton ihre Mutter befreien und in Sicherheit bringen. Sie müssen das Artefakt finden, bevor es Alice Moffatt in die Hände gerät. Derweil schlagen die feindseligen Generäle eine Schlacht nach der anderen.

## Hintergrund
Es handelt sich um eine Fortsetzung des Films War of the Worlds – Die Vernichtung aus dem Jahr 2021. Erneut verkörpert William Baldwin die Rolle des General Skuller. Das Drehbuch stammt überwiegend von Marc Gottlieb, der den Helden des vorherigen Films, General Skuller, zum Antagonisten verkommen lässt.
In den USA gab der Film am 24. Mai 2024 auf Tubi seine Premiere. International erschien der Film am 2. Juni 2024 als Video-on-Demand. Am 28. März 2025 erscheint der Film im deutschen Videoverleih.

## Rezeption
Jim Morazzini schreibt in seiner Filmreview für Voices from the Balcony, dass er den ersten Teil, War of the Worlds – Die Vernichtung „mochte“ und er daher große Hoffnungen in die Fortsetzung setzte. Er ist der Meinung, dass die „Klischees über Aliens und alte Zivilisationen und zankende Geschwister“ sowie die „Wochenschauaufnahmen von Katastrophen und Aufnahmen aus einigen ihrer vorherigen Filme“ dem Film nicht gut tun. Die Kämpfe sind für ihn „nichts Besonderes“, er erkennt aber an, dass „die Effekte, obwohl sie bestenfalls durchschnittlich sind, für einen The-Asylum-Film beeindruckend sind, vor allem im Vergleich zu einigen ihrer jüngsten Kinostarts“. Es wird bemängelt, dass es kaum inhaltliche Nähe zum ersten Teil gäbe. Er kritisiert, dass die „Schuldfrage“ lediglich nur wenige Minuten behandelt wird. Morazzini erkennt an, dass die Filmemacher etwas Anderes versucht haben, kritisiert jedoch die Umsetzung als chaotisch. Zudem bemängelt er, dass das wichtige Thema Krieg – insbesondere in einer von Konflikten geprägten Welt – zum Plot-Gimmick verkümmert. Final vergibt er 1,5 von 5 Sternen.
Im Audience Score, der Zuschauerwertung auf Rotten Tomatoes, erhielt der Film mangels zu weniger Abstimmungen keine Bewertung. In der Internet Movie Database hat der Film bei über 130 Stimmabgaben eine Wertung von 3,1 von 10,0 möglichen Sternen (Stand: März 2025).